# Sherlock Holmes et l'Arme secrète
Série des films avec Basil Rathbone dans le rôle de Sherlock Holmes
La Voix de la terreur
(1942) Sherlock Holmes à Washington
(1943)
Pour plus de détails, voir Fiche technique et Distribution.
Sherlock Holmes et l’Arme secrète (Sherlock Holmes and the Secret Weapon) est un film américain réalisé par Roy William Neill, sorti en 1942.
Il s’agit du quatrième film avec Basil Rathbone et Nigel Bruce dans les rôles respectifs de Sherlock Holmes et du docteur Watson.

## Synopsis
Pendant la Seconde Guerre mondiale, Sherlock Holmes favorise la fuite du docteur Franz Tobel, inventeur d'un viseur novateur, et le protège des nazis qui le recherchent.
Le docteur part se réfugier à Londres, et inquiet de la portée de son invention, décide de confier à quatre scientifiques connus par lui seul, une partie de son œuvre et remet à sa fiancée Charlotte une codification des noms de ces quatre hommes avant de disparaître. Holmes se met à sa recherche et très vite comprend que l’immonde Moriarty est sur les traces des quatre scientifiques.

## Commentaire
Film de propagande anti-nazi, tourné et présenté en pleine Seconde Guerre mondiale, à petit budget. Doublé pour l'ORTF en 1958

## Fiche technique
- Titre : Sherlock Holmes et l’Arme secrète
- Titre original : Sherlock Holmes and the Secret Weapon
- Réalisation : Roy William Neill
- Scénario : Scott Darling, librement adapté de la nouvelle Les Hommes dansants (The Dancing Men) d'Arthur Conan Doyle
- Directeur de la photographie : Lester White
- Musique : Charles Previn et Frank Skinner
- Montage : Otto Ludwig
- Production : Howard Benedict, pour Universal Pictures
- Pays d'origine :  États-Unis
- Langue : anglais
- Format : noir et blanc - 1,37:1 - son monophonique
- Genre : Film policier
- Durée : 71 minutes
- Date de sortie : 25 décembre 1942[1] (Los Angeles, Californie)
  - 12 février 1943 (États-Unis)

## Distribution
- Basil Rathbone  (V.F : Jean-Henri Chambois) : Sherlock Holmes
- Nigel Bruce  (V.F : Emile Duard) : Docteur Watson
- Lionel Atwill  (V.F : Claude Peran) : Professeur Moriarty
- Kaaren Verne  (V.F : Therese Rigaut) : Charlotte Eberli
- William Post Jr.  (V.F : Jean-Claude Michel) : Dr Franz Tobel
- Dennis Hoey  (V.F : Lucien Bryonne) : Inspecteur Lestrade
- Holmes Herbert : Sir Reginald Bailey
- Mary Gordon : Mrs Hudson
- Rudolph Anders : l'agent de la Gestapo Braun
- Paul Bryar : le serveur suisse
- Leyland Hodgson : l'officier de la RAF
- Vicki Campbell : la femme du pilote de la RAF
- Henry Daniell : un policier de Scotland Yard
- Harry Cording : Jack Brady
- James Craven : un officier
- Harold De Becker : Peg Leg
- Leslie Denison : Bobbie
- George Eldredge : un policier
- Paul Fix : l'agent de la Gestapo Mueller
- Guy Kingsford : un patrouilleur
- George Burr Macannan : Gottfried
- Michael Mark : un agent de Scotland Yard
- Henry Victor : Professeur Frederick Hoffner
- Harry Woods  (V.F : Raymond Loyer) : Kurt
- John Burton
- Gerard Cavin
- Philip Van Zandt

## Autour du film
- Le film a fait l'objet d'une édition vidéo colorisée.

## Médias
- Le film issu du site internet Watchmovies (en)